# Ивановка (Крапивинский район)
Ива́новка — деревня в Крапивинском районе Кемеровской области. Входит в состав Банновского сельского поселения.
В советское время экономика деревни базировалась на лесной промышленности. Осуществлялись крупные лесозаготовки. В 90е гг. наступил экономический упадок. Лесозаготовительные хозяйства развалились, численность населения стала снижаться. 
Деревня Ивановка изолирована в плане транспорта. Т.к. дороги с крупным покрытием от Кемерово в правобережной части р. Томь в сторону Новокузнецка идут только до села Старочервово, то от Старочервово дороги только грунтовые и труднопроходимые. 
Транспортное сообщение осуществлялось только по реке Томь. До 2008г. были нерегулярные сообщения теплоходом "Заря" (два рейса в неделю по Пт и Вс), а с 2009 по 2014г. скоростным катером КС-207. Катер КС-207 был куплен на средства из областного бюджета. Однако в 2014г. компания-оператор была признана банкротом и рейсы (и без того нерегулярные) по маршруту Кемерово-Ивановка-Змеинка прекратились.Так же в Ивановке действовала паромная переправа через реку Томь, соединяющая деревню с левым берегом Томи. 

## География
Расположена в таёжной зоне на стыке тайги и лесостепи. На правом берегу реки Томь. Центральная часть населённого пункта расположена на высоте 142 метров над уровнем моря. 

## Население
По данным Всероссийской переписи населения 2010 года, в деревне Ивановка проживает 38 человек (23 мужчины, 15 женщин).